# Parque nacional de Phu Sang
El Parque nacional de Phu Sang (en tailandés, อุทยานแห่งชาติภูซาง) es un área protegida del norte de Tailandia, en las provincias de Chiang Rai y Phayao. Tiene una extensión de 280 kilómetros cuadrados. Fue declarado parque nacional en el año 2000.
Con una altitud que va desde los 440 a los 1.584 m s. n. m., el parque nacional de Phu Sang presenta un paisaje accidentado de montaña. Está en la frontera con Laos.